# یاکسونوو
یاکسونوو (به لاتین: Jaksonów) یک روستا در لهستان است که در گمینا ژوراوینا واقع شده‌است.